# Dicymbe jenmanii
Dicymbe jenmanii är en ärtväxtart som beskrevs av Noel Yvri Sandwith. Dicymbe jenmanii ingår i släktet Dicymbe och familjen ärtväxter. Inga underarter finns listade i Catalogue of Life.